# Oktávista
Oktávista je nejhlubší typ mužského zpěváka (hlasu) s rozsahem přibližně A1 - a. Oktávisté dokážou speciální technikou zazpívat tóny až o oktávu nižší, než je normální barytonový rozsah. Této techniky využívají zejména oktávisté v ruských pravoslavných sborech.
Ovšem někteří oktávisté, jako Michail Zlatopoľskij nebo Alexander Ort, dokázali dosáhnout až tónu C1.